# Leitartikel
Der Leitartikel einer Zeitung gehört zu den meinungsorientierten Darstellungsformen, neben den Kommentaren und den Glossen/Karikaturen und den Rezensionen/Kritiken. Er ist ein besonders herausgestellter Meinungsartikel. Die wichtigste Nachricht auf der Titelseite einer Zeitung nennt man Aufmacher.

## Geschichte und Begriff des Leitartikels
Der Begriff „Leitartikel“ stammt vom englischen leading article ab, der ab dem 19. Jahrhundert in England eingeführt wurde. Zuvor hatte man die deutschen Leitartikel Hauptartikel genannt, wahrscheinlich wegen ihres großen Umfangs. Bevor es Zeitungen und Leitartikel gab, war die Meinung zumeist auf Flugschriften geäußert worden. In Frankreich existieren schon seit der Französischen Revolution Leitartikel.

## Themen und Bearbeitung eines Leitartikels
Die Themen der Leitartikel werden längerfristig in einer (wöchentlichen) Leitartikelkonferenz festgelegt. Dort haben in der Regel auch alle Redaktionsmitglieder Gelegenheit, die Inhalte mitzudiskutieren. Im Leitartikel wird zumeist ein wichtiges politisches oder gesellschaftliches, zunehmend auch wirtschaftliches Ereignis des Tages kommentiert. Leitartikel befassen sich abseits von tagesaktueller Aufgeregtheit auf eine grundsätzlichere Art mit gesellschaftlichen, politischen, wirtschaftlichen, kulturellen oder auch sportlichen Entwicklungen der letzten Zeit oder (spekulativ) mit sich abzeichnenden Entwicklungen der näheren Zukunft. Ein Leitartikel sollte mit einem Fazit abschließen.
Abonnementzeitungen und vor allem die überregionalen Tageszeitungen veröffentlichen in jeder Ausgabe einen Leitartikel.
Die Redaktion vergibt den Schreibauftrag an das Mitglied, das am kompetentesten die Meinung der Redaktion wiederzugeben vermag, wobei – anders als beim Kommentar – unterschiedliche Positionen (redaktionsinterner Meinungswiderstreit) im Leitartikel durchaus aufscheinen dürfen.

## Funktion des Leitartikels
Da der Leitartikel in den meisten Medien, die eine solche Darstellungsform pflegen, länger als die Kommentare ist, gibt es ausreichend Platz für solche Pro- und Contra-Darstellungen. Wie in anderen meinungsorientierten Darstellungsformen muss jedoch für den Leser stets erkennbar sein, dass es sich um eine journalistische Meinungsäußerung und nicht um eine Nachricht oder einen Bericht handelt. Hier wird die Meinung, vor allem die politische Meinung des jeweiligen Redakteurs beziehungsweise der jeweiligen Redaktion, nach außen dargestellt. Wird in der New York Times beispielsweise der Verfasser des jeweiligen Leitartikels nicht genannt, so wird der Artikel als Kommentar der gesamten Redaktion dargestellt. Den Leser interessieren auch Leitartikel, die nicht seine eigene politische Meinung widerspiegeln.
In politischen Krisenzeiten zeichnet sich der Leitartikel vor allem durch seine kämpferischen spannungsgeladenen Worte, Standpunkte und Themen aus. Heute wird von Fachleuten und Medienkritikern bemängelt, dass der Leitartikel oft nur noch eine Erklärung oder Erläuterung von Sachverhalten ist.
Insgesamt ist der Leitartikel ein "Aushängeschild" der Redaktion und steht in der Regel im Einklang mit der Tendenz des Publikationsorgans. Im Leitartikel wird die politische Richtung der Zeitung widergespiegelt (vgl. Tendenzbetrieb).
Der Leitartikel nimmt einen festen und möglichst immerwährenden Platz in der Zeitung ein – zumeist auf der Titelseite, der Trend geht aber dahin, dass der Leitartikel auf einer eigenen Meinungsseite im ersten Drittel der Zeitung veröffentlicht wird, gemeinsam mit den anderen Kommentaren.